# Daniel de Bulgarie
Daniel de Bulgarie, parfois Danaïl ou Daniil (en bulgare : Даниил Български) né Atanas Trendafilov Nikolov (Атанас Трендафилов Николов) le 2 mars 1972 à Smolyan, est le patriarche de l'Église orthodoxe bulgare depuis le 30 juin 2024. Avant son élection, il est métropolite de Vidin de 2018 à 2024.

## Biographie
Atanas Trendafilov Nikolov est né le 2 mars 1972 dans la ville de Smolyan, dans la république populaire de Bulgarie. Il poursuit ses études primaires et secondaires dans sa ville natale, avant de s'inscrire à l'Université Saint-Clément d'Ohrid à Sofia, où il débute des études de philologie anglaise, avant de se réorienter l'année suivante vers la Faculté de théologie, dont il est diplômé en 2002. En 1997, il devient novice au monastère de Hadjidimovo Saint-Georges-le-Victorieux. Deux ans plus tard, il reçoit l'habit monastique et est ordonné hiérodiacre.
En 2004, il est envoyé par obéissance au monastère de Rojen, où il est ordonné hiéromoine. Deux ans plus tard, il est élevé au rang d'archimandrite. En 2008, il est nommé évêque de la Cathédrale Saint-Alexandre-Nevski de Sofia et vicaire du métropolite Nathanaël de Nevrokopi, puis du métropolite Joseph des États-Unis, du Canada et de l'Australie. Le 4 février 2018, il est élu métropolite de Vidin par le Saint-Synode de l'Église orthodoxe bulgare.
Après le décès de l'ancien patriarche Néophyte, survenu en mars 2024, et la période de deuil qui s'est ensuivie, le métropolite de Vidin, Daniel, fut l'un des trois candidats retenus pour la succession, aux côtés du métropolite Grégoire de Vratsa et du métropolite Gabriel de Lovetch. Le 30 juin 2024, lors du Conseil électoral patriarcal réunissant clergé et laïcs à Sofia, le métropolite Daniel est élu nouveau patriarche de Bulgarie, métropolite de Sofia. 

## Prises de positions
Contrairement à son prédécesseur, qui avait condamné l'agression de la Russie en Ukraine, Daniel est connu pour ses prises de position pro-russes,,,. Il défend à plusieurs reprises les thèses du Kremlin concernant l'invasion, qu'il considère comme ayant été notamment provoquée par l'Ukraine et ses alliés occidentaux en 2014.